# Налог на заработную плату (Германия)
Налог на заработную плату в Германии (нем. Lohnsteuer) — часть подоходного налога, которой облагают доходы от работы по найму. Налог отчисляет работодатель путём удержания из заработной платы при выплате её работнику. Работодатель рассчитывает размер налога на базе электронных признаков вычета работника (нем. elektronischen Lohnsteuerabzugsmerkmale, ELStAM), автоматизированно получаемые работодателем из финансового ведомства.

## Общие принципы
Налогоплательщиком налога на заработную плату выступает физическое лицо — сам наёмный работник. Тем не менее, на работодателя возложена обязанность по исчислению и удержанию налога из выплачиваемой заработной платы. Работодатель несёт ответственность за корректность удержания и своевременность перечисления удержанной суммы налоговому ведомству.
С помощью налоговых классов при начислении налога учитывают индивидуальные особенности работника (семейное положение или наличие предусмотренных налоговым законодательством налоговых льгот). В частности, при расчёте налога с зарплаты учитывают:
- базовый необлагаемый налогом минимум дохода[нем.] (нем. Grundfreibetrag)[4] — 9744 € в год (2021)
- паушальная сумма для компенсации издержек, связанных с получением дохода (нем. Werbungskostenpauschbetrag)[5] — 1000 € в год (2021)
- зависящая от размера зарплаты паушальная сумма на социальное обеспечение (нем. Vorsorgepauschale)
- паушальная сумма на прочие особые расходы (нем. Pauschalbetrag für sonstige Sonderausgaben)[6] — 36 € в год (2021)

Как и ставка подоходного налога, ставка налога с зарплаты является линейно-прогрессивной.
При последующем начислении подоходного налога удержанный налог на заработную плату учитывают в качестве авансового платежа подоходного налога. Для наёмного работника с I-ым и IV-ым налоговым классом при отсутствии других доходов или превышающих вышеуказанные паушальные суммы расходов, сумма начисляемого налога на заработную плату равна подоходному налогу.

### Пример расчёта
Для работника с I или IV налоговым классом, старше 23 лет, без детей, c дополнительным взносом медицинского страхования (Zusatzbeitrag) в 1,0 % и не проживающего в Саксонии, налог на заработную плату рассчитывают следующим образом:
```
  30 000,00 € номинальная заработная плата (в год)

—  1 000,00 € Werbungskostenpauschbetrag
—  5 126,10 € Vorsorgepauschale (2343,60 € за счёт частичного списания взносов пенсионного страхования, 2 250 € - медицинского страхования, 532,50 € - страхования на случай возникновения необходимости в уходе)
[
7
]

—     36,00 € Sonderausgabenpauschale

= 23 837,90 € налогооблагаемый доход

Полученный налогооблагаемый доход облагается налогом по ставке, равной ставке подоходного налога (уже учитывающей базовый налогонеоблагаемый минимум дохода).
В результате:

  3.394,00 € налог на заработную плату (в год)

      0,00 € 
налог солидарности
 (в год)
```

## Декларация об удержании налога
В течение десяти календарных дней после окончания отчётного периода работодатель обязан уведомить налоговое управление о начисленном и удержанном налоге на зарплату. Это обеспечивается путём подачи декларации об удержании налога на заработную плату (нем. Lohnsteueranmeldung). С 2005 года эти декларации подаются исключительно в электронном виде (ELSTER).
Отчётный период для налога на зарплату составляет один месяц. В случае, если удержанный за предыдущий год налог составил:
- больше 1080 €, но меньше 5000 €, отчётный период составляет квартал;
- меньше 1080 €, отчётный период составляет год.

## Сбор и распределение
Налог на заработную плату является общим налогом, то есть налогом, который в определённых пропорциях распределяется между бюджетами разных уровней (коммунальным, земельным и федеральным). Коммуна, в которой проживает работник, получает 15% от уплаченного налога, а оставшаяся сумма в равных пропорциях (по 42,5%) распределяется между федеральным бюджетом и бюджетом федеральной земли, в которой он проживает.
Платежи налога с заработной платы является крупнейшим источником доходов бюджета. Насчитывающие 219,66 миллиардов евро в год (2019), они обеспечивают 27,48% налоговых поступлений бюджетов всех уровней, опережая НДС (183,113 млрд. евро, 22,9%).
| Год   | 2002    | 2003    | 2004    | 2005    | 2006    | 2007    | 2008    | 2009    | 2010    | 2011    | 2012    | 2013    | 2014    | 2015    | 2016    | 2017    | 2018    | 2019    | 2020    |
| Сумма | 132 190 | 133 090 | 123 895 | 118 919 | 122 612 | 131 773 | 141 895 | 135 165 | 127 904 | 139 749 | 149 065 | 158 198 | 167 983 | 178 890 | 184 826 | 195 523 | 208 231 | 219 660 | 209 286 |